# Falsomesosella bhutanensis
Falsomesosella bhutanensis là một loài bọ cánh cứng trong họ Cerambycidae.